# Хинтон, Алан
А́лан То́мас Хи́нтон (англ. Alan Thomas Hinton, родился 6 октября 1942 года в Уэнсбери) — английский футболист и футбольный тренер. Играл в элите английского футбола в 1961—1975 годах. Он также прославился тем, что всегда носил белые бутсы.

## Карьера игрока
Хинтон начал свою карьеру в октябре 1959 года в молодёжной команде «Вулверхэмптон Уондерерс», на профессиональном уровне он дебютировал 7 января 1961 года в матче с «Хаддерсфилд Таун» в кубке Англии, игра завершилась со счётом 1:1.
Он пришёл в команду «волков» в сезоне 1961/62, Хинтон сыграл 16 матчей, забив 5 раз. В следующем сезоне он стал основным игроком на левом фланге, на этой позиции он забил 19 голов, став лучшим бомбардиром клуба в сезоне. В том же сезоне он получил вызов в сборную Англии, 3 октября 1962 года он сыграл против Франции в отборочном матче чемпионата Европы 1964 на «Хиллсборо».
Его способности забивать голы вскоре привлекли интерес со стороны других клубов, и в январе 1964 года он подписал контракт с «Ноттингем Форест». Он сыграл 112 матчей за «Форест», забив 24 гола в течение 4 сезонов на «Сити Граунд». Во время игры за «Форест» в 1964 году он провёл ещё два матча за Англию: с Бельгией, в котором он забил (ничья 2:2), и Уэльсом (победа 2:1).
Затем по инициативе Брайана Клафа в сентябре 1967 года он был подписан «Дерби Каунти» (конкурент «Фореста») за 30 000 фунтов. Он провёл восемь сезонов с «Дерби». Это был «золотой» период в истории клуба, команда была повышена в высший дивизион, выиграв Второй дивизион сезона 1968/69, а затем «Дерби» дважды становился чемпионом Англии в сезонах 1971/72 и 1974/75. Он ушёл из клуба в 1975 году после 253 матчей и 63 голов за «Дерби». В «Дерби» он получил известность среди болельщиков под прозвищем «Глэдис», Хинтон обязан им своим белым бутсам и вьющимся светлым волосам, наряду с его элегантным и неагрессивным стилем игры.
После недолгого пребывания на посту играющего тренера «Борроваш Виктория» в 1976 году он переехал в Северную Америку. Сперва Хинтон сыграл один сезон за «Даллас Торнадо», прежде чем перешёл в «Ванкувер Уайткэпс», где закончил свою игровую карьеру и занялся тренерской деятельностью.

## Карьера тренера
Поселившись в Северной Америке, Хинтон тренировал только канадские и американские команды, наибольших успехов он достиг с «Сиэтл Саундерс» (66 игр, 45 побед) и «Такома Старз» (87 игр, 69 побед).
Хинтон также провёл несколько лет, тренируя молодёжные команды в Пьюджет-Саунд, штат Вашингтон, где стал известен как «Мистер Футбол». В 1992—1997 годах он тренировал «Кроссфайр Саундерс» команду мальчиков U-13-18 (сейчас «Кроссфайр Премьер», команда имеет составы и мальчиков, и девочек).
Хинтон участвовал в подготовке чемпионата мира 1994 года в США. В том же году клуб «Сиэтл Саундерс» был возрождён для участия в Американской Профессиональной футбольной лиге, Хинтон стал президентом клуб и назначил себя на пост тренера.

## Личная жизнь

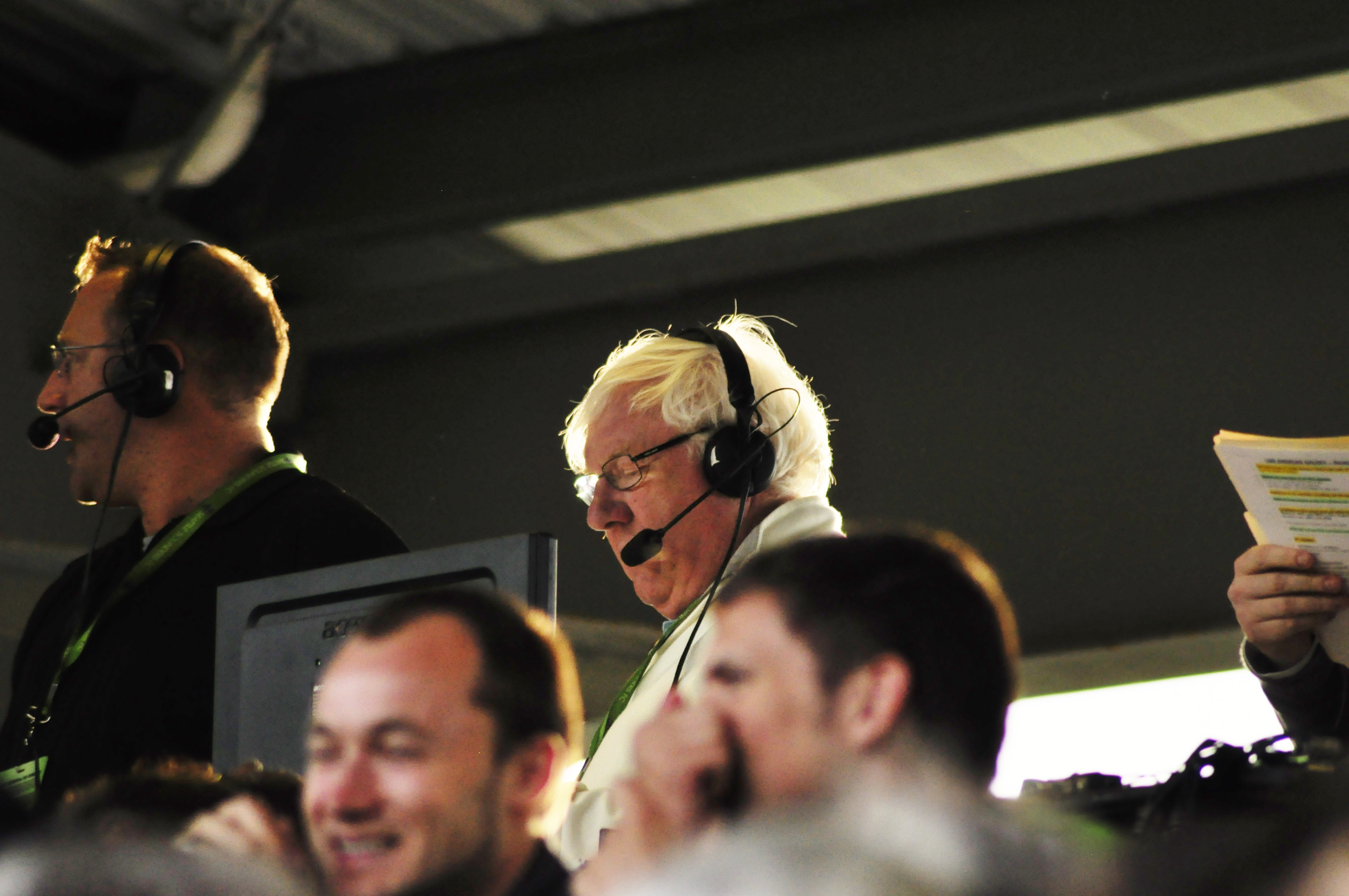
Хинтон в студии (2011)

После ухода из спорта Хинтон начал работать в сфере недвижимости, продолжая развивать молодёжный футбол. До 2020 года работал в качестве локального аналитика вещания «Сиэтл Саундерс». Его племянник, Крейг, также был профессиональным футболистом.
18 ноября 2014 года Хинтон написал в Twitter, что у него рецидив рака мочевого пузыря и что 7 января 2015 года ему предстоит серьёзная операция. Несколько недель спустя он написал о результатах обследования, которые показали, что он «чист».
1 июня 2020 года Хинтон опубликовал в Twitter противоречивые высказывания о чернокожих футболистах, в результате чего футбольный клуб «Саундерс» уволил его, прервав 40-летнее сотрудничество.